# Districtul Anse aux Pins
Anse aux Pins este un district  în Seychelles, situat pe insula Mahé.